# Expedición de Pedro de Valdivia a Chile
La expedición de Pedro de Valdivia a Chile fue la empresa, poblamiento y colonización iniciada por Pedro de Valdivia al servicio del Imperio español en enero de 1540, fecha en que la expedición sale del Cuzco hacia el sur con 11 hombres, posteriormente se sumaron más efectivos a lo largo de la campaña. Al llegar a Copiapó en agosto de 1540, la expedición estaba compuesta por más de 150 conquistadores españoles y mil yanaconas. Este acontecimiento da inicio al periodo de la historia llamado Conquista de Chile.

## Los preparativos
El primer intento de Chile lo realizó el español Diego de Almagro, que venía a buscar riqueza y fama. Pero en Chile no había riqueza mineral, pero si muchos indígenas aunque poco dispuestos a ceder sus territorios. Esta situación hizo que Almagro regresara al Perú.
Pedro de Valdivia peleó junto a Francisco Pizarro, quien como recompensa por sus servicios en la guerra civil, le concedió una mina de plata en la localidad de Porco, cerca de Charcas, y una encomienda de indios en los fértiles valles peruanos. A pesar de haber acumulado una fortuna significativa, el espíritu de Pedro de Valdivia lo llevó a planear la conquista de Chile, para dejar gloria y fama de sí. Su sueño es fundar ciudades para el Rey y poblar las nuevas tierras del sur (Nueva Toledo), que seguía sin dueño tras la muerte Almagro. Valdivia solicitó entonces a Pizarro la autorización para iniciar la conquista de Chile.  
No fue hasta 4 años después de la fallida expedición de Almagro, que Pedro de Valdivia se lanzó a la aventura. La empresa de Valdivia era mucho más modesta que la de Almagro, pero más comprometida, ya que se pretendía la conquista del país y la fundación de asentamientos estables. Por esto se llevarían consigo semillas europeas (principalmente trigo), animales domésticos (como cerdos y gallinas), y herramientas de toda clase. 
En abril de 1539, Pizarro le dio autorización para conquistar y poblar esas tierras en nombre del Rey, obteniendo el título de Teniente Gobernador de Chile (es decir, jefe del país que se proponía conquistar), y sometido a la autoridad de Francisco Pizarro. Pero eso no implicaba ayuda monetaria, y tenía que procurársela por su cuenta. Valdivia vendió todas sus riquezas y pidió ayuda financiera para embarcarse en la conquista de Chile.  
En diciembre de 1539 comenzaron los preparativos de la expedición. Pedro de Valdivia levantó bandera de enganche, pero al poco tiempo se da cuenta de que nadie quiere viajar a Chile, tras la fracasada expedición de Diego de Almagro. Entonces nombró su teniente y capitán a Alonso de Monroy, e hizo su maese de campo a Pedro Gómez de Don Benito. Y así comenzaron de allegar soldados.  
Siguiendo la Crónica de Vivar, despachó tres de sus amigos para que reunieran gente, pregonando en los pueblos. Uno lo envió a la provincia de las Charcas, a la villa de la Plata y a Porco. Otro a la ciudad de Arequipa. El tercero envió a la ciudad de los Reyes (Lima) y que pasase por Guamanga (Ayacucho). Los que se les unieran en Lima debían juntarse en el puerto del Callao.  
Desde el Cuzco despachó a su teniente Alonso de Monroy para que recogiera a la gente del Callao. Valdivia partió luego del Cuzco a la ciudad de los Reyes, y organizó un navío cargado de mercaderías para enviar a Chile, y le encargó a Monroy que después de haber despachado el navío, se fuese con la gente que tuviese a Tacna, porque allí le esperaría hasta que llegase. Entonces Monroy debía dirigirse a Arequipa a juntar más gente y esperarlo allí. 
De regreso al Cuzco sigue juntando gente, cuidando que había dos bandos (Pizarros y Almagros). 
Se asoció con el comerciante Francisco Martínez Vegaso (un adinerado comerciante llegado de España, quien aportó financiamiento a cambio de la mitad de lo que rindiera la Conquista), y con el capitán Alonso de Monroy. 
Pero aparece Sancho de Hoz, antiguo secretario colaborador de Pizarro, quien venía de regreso de España con la autorización del Rey para explorar y conquistar los territorios al sur del estrecho de Magallanes (con el título de gobernador de las tierras que allí descubriese), territorios llamados entonces Terra Australis. Esto le da derecho a disputar con Valdivia la propiedad del territorio chileno. Pizarro evita el enfrentamiento nombrando a ambos como socios en la expedición, y haciéndolos firmar un contrato que establece que don Pedro partirá primero, y cuatro meses más tarde le seguirá Pedro Sancho de Hoz con apoyo de provisiones y pertrechos. 
Así resuelto el dilema. a principios de enero de 1540, investido por Pizarro con el título de teniente de gobernador y capitán general de la fuerza expedicionaria, Pedro de Valdivia emprende la marcha a Chile acompañado de escasos once jinetes. Junto a él cabalga una mujer española, Inés Suárez, además de un millar de indios yanaconas, sus mujeres y chiquillos, para transportar la pesada carga de la expedición. Inés de Suárez había obtenido una autorización especial de las autoridades, y había sido la primera en engancharse en la expedición. 
A lo largo del camino se le unirían más expedicionarios.

## Salida desde El Cuzco a Chile
De regreso al Cuzco, Valdivia encuentra doce soldados, y con éstos salió del Cuzco a Arequipa el 20 de enero de 1540. 
A diferencia de Almagro, Valdivia eligió la ruta del desierto (el Camino del Inca en dirección sur): del Cuzco a Arequipa, de Arequipa a Tacna y de allí a Arica y a Tarapacá. La larga columna va descendiendo por la agreste zona peruana, siguiendo la ruta trazada por el camino de los incas. A medida que avanzan, distintas partidas de aventureros se les van uniendo.
En Arequipa se reunió con Monroy, a quien despachó para el Callao a recoger más gente, y que fuera a las Charcas (Chuquisaca) con dinero para socorrer a los soldados que hallase en la villa de la Plata y en Porco, y que con todos fuera al valle de Tarapacá, donde posteriormente se reunirían. 
La columna cruza el valle de Arequipa, baja por Moquegua y Tacna, hasta llegar a Tarapacá. Los soldados han aumentado a veinte, al unirse los restos de una fracasada expedición contra los indios chunchos y chiriguanos. 
A medida que van avanzando se incorporan algunas partidas de conquistadores que expedicionaban en las cercanías del lago Titicaca, entre ellos Francisco de Aguirre, Francisco de Villagra, Rodrigo de Quiroga, Jerónimo de Alderete y el capellán y bachiller Rodrigo González de Marmolejo, quien será el cronista de la expedición. Fueron dieciséis los que llegaron con Rodrigo de Araya; y después unos ochenta más reunidos por el capitán Francisco de Villagra, procedente de la fracasada expedición de Diego de Rojas al interior de la actual Bolivia.
Llegando a Tacna esperó el navío y al encargado que dejó en la ciudad de los Reyes. Pero a Tacna llegaron unos soldados quienes le informaron que su encargado para traer el navío y gente se había ido a la gobernación de Pascual de Andagoya (en Popayán, Colombia), y que por eso el capitán del barco había anulado el viaje.

## Llegada al Despoblado de Atacama
A pesar de la mala noticia, Valdivia salió de Tacna con la gente que tenía y se dirigió al valle de Tarapacá.  
La crónica de Vivar señala: "... En la comarca de este valle hay gran cantidad de sal por los campos encima de la tierra, fraguada y hecha del rocío de la noche, maravillosamente hecho, y como no llueve, acreciéntase y hay muy gran copia de ella. En esta provincia hay ríos que proceden de las sierras y cordillera nevada que atraviesa por toda esta tierra. E de la nieve que se derrite bajan estos tíos por estos valles, e los naturales tienen abiertas muchas acequias de donde riegan sus sementeras. Estos valles tienen el largo, el compás que hay de las nieves hasta la costa del mar, que son quince y diez y seis leguas. Tienen de ancho estos valles a legua y a legua y media y algunos más y menos. El compás que hay de valle a valle son seis, siete y ocho leguas, y en algunas partes hay más y menos. Todo el compás de tierra que está fuera de los valles es estéril y despoblado e de grandes arenales. En todo este compás de tierras que hay estos valles, no llueve las quince y diez y seis leguas que digo que hay de la cordillera nevada hasta la mar, y dentro en la mar no se sabe. El compás en que no llueve es desde Tumbes hasta el valle del Guasco, que serán setenta leguas. E me he querido ocupar en esto, aunque adelante contaré más largo de la cordillera y daré más relación de todo..."  
En San Pedro de Atacama se agregaron veinticinco españoles al mando de Francisco de Aguirre.
Tras cuatro meses de marcha y tal como se había acordado, se les unen Pero Sancho de Hoz, que se había quedado en el Perú tratando de conseguir los refuerzos pactados, pero no los consiguió, llenándose de deudas. Sancho de Hoz viene dispuesto a quitar a viva fuerza el mando a Valdivia. Le informan que este se encuentra en el pueblo de Atacama, y con unos conspiradores se acerca cuchillo en mano hasta la tienda de Valdivia; pero éste ha salido a recorrer la zona, siendo descubierta la traición por la propia Inés. A su regreso, Valdivia perdona a Sánchez de la Hoz impidiendole que disolviera mediante escritura la sociedad que traía con él, y renunciara a los derechos que habían acordado repartirse cuando se asociaron. Después de esto y de expulsar a sus cómplices, le permitió continuar en la expedición.
Según Vivar, para entonces la expedición completaba “ciento cincuenta y tres hombres y dos clérigos, los ciento y cinco de a caballo y cuarenta y ocho de a pie”, y más el millar de indios de servicio, cuyo lento andar por la carga del bagaje determinaba el ritmo del avance. 
Al entrar al vasto y temible Despoblado de Atacama, Valdivia dividió la expedición en cuatro grupos, que marcharon separados por una jornada, dando así tiempo a que las escasas fuentes de agua, agotadas por un grupo, pudiesen recuperarse mientras llegaba el siguiente. El jefe salió en la última cuadrilla, pero se adelantaba con dos de a caballo, para animar a sus hombres, “mirando como todos pasaban sus trabajos, sufriendo él con el cuerpo los propios que no eran pequeños, y con el espíritu los de todos”. De tanto en tanto tropezaban con los restos muertos de hombres y animales, algunos de la expedición de Almagro. "Son tan ásperos y fríos los vientos de los más lugares de este despoblado, refiere Pedro Mariño de Lobera, que acontece arrimarse el caminante a una peña y quedarse helado y yerto en pie por muchos años, que parece estar vivo, y así se saca de aquí carne momia en abundancia". Junto con señalarles la ruta, aquellos cadáveres confirmaban la fama del país donde la iniciativa de Valdivia los iba metiendo. 
Tal vez afligido por el macabro paisaje, Juan Ruiz, uno que ya había estado en Chile con Almagro, se arrepintió de la aventura. Decía en secreto a sus compañeros “que aquí no había de comer ni para treinta hombres, y andaba amotinando gente para volverse al Perú”. Advertido de la sedición por su maestre de campo Pedro Gómez de Don Benito, Valdivia mostró la otra cara de su liderazgo. Ni siquiera permitió confesar al insurrecto y le hizo ahorcar por traición, continuando la marcha.
El grupo de vanguardia de la expedición, que encabezaba Alonso de Monroy, llevaba herramientas para mejorar los pasos y evitar que los caballos despeñasen. También procuraba profundizar los pequeños pozos que conocían los guías indios, “porque tuviesen agua clara que no faltase para la gente que atrás venía". Sin embargo, cuando llevaban unos dos meses de camino por el desierto más seco del planeta, sólo encontraron manantiales agotados, y el ejército creyó perecer en la batalla contra la deshidratación bajo el aplastante sol atacameño. Los hombres iban perdiendo la esperanza. Cuenta Mariño que Inés de Suárez mandó cavar a un yanacona "en el asiento donde ella estaba", y cuando había profundizado no más de un metro, el agua brotó con la abundancia de un arroyo, "y todo el ejército se satisfizo, dando gracias a Dios por tal misericordia, y testificando ser el agua la mejor que han bebido la del jahuel de doña Inés, que así le quedó por nombre". Aunque es difícil dar crédito a este prodigio, al menos en los términos descritos por el cronista, desde entonces ese lugar se llama Aguada de Doña Inés (a unos 20 km al noreste de El Salvador).

## Llegada a Copiapó: Valle de la Posesión
El 26 de octubre de 1540, la expedición pudo acampar en la ribera de un río donde, dice el citado narrador, “no solamente los hombres manifestaban extraordinario consuelo con verse fuera de tantas calamidades, más aún también los caballos insinuaban el regocijo que sentían, con los relinchos, lozanía y bríos que mostraban, como si reconocieran el término de los trabajos". Estaban en el espléndido valle de Copiapó, o Copayapu en lengua indígena.
Como aquí comenzaba su jurisdicción, Valdivia llamó a toda la tierra que hubiese de este valle al sur la Nueva Extremadura en recuerdo de su suelo natal. Hizo colocar una cruz de madera en un sitio prominente y a continuación, relata un historiador, "formóse la tropa ostentando sus uniformes militares y sus relucientes armas y los sacerdotes entonaron el Te Deum, tras lo cual tronó la artillería, redoblaron los tambores y atabales y prorrumpieron los espedicionarios en aclamaciones de alegría. En seguida el conquistador, con la espada desnuda en una mano y el pendón de Castilla en la otra, dio con aire marcial unos cuantos paseos por el sitio y declaró posesionado el valle, en nombre del rei de España, y por ser este el primer territorio habitado de la conquista a él encomendada, ordenó se le denominase Valle de la Posesión (nombre que se le asigna a Copiapó en los primeros documentos de la Conquista)". Se extendió un acta, y celebraron por primera vez en Chile una misa católica. Estos acontecimientos dan inicio al periodo de la historia llamado Conquista de Chile. 
Aún en medio del júbilo general, un detalle de esta ceremonia no pasó inadvertido para algunos. Valdivia debía ocupar el territorio a nombre del gobernador Pizarro, del que era su teniente, mas lo hizo en nombre del Rey de España Carlos I, provocando suspicacias en los conquistadores que le eran menos afines. Algunos declararon en el proceso que varios años más tarde se le siguió ante el virrey Pedro de la Gasca, "que llegado al valle de Copiapó (Valdivia) tomó posesión de él por S.M., sin llevar provisiones sino de don Francisco Pizarro por su teniente, dándonos a entender que era ya gobernador".
En Copiapó llegarían a incorporarse una veintena más de españoles, y ya eran 131 los castellanos que anhelaban poblar el territorio chileno.  

## Llegada al valle del Mapocho
De ahí hacia el sur el paisaje es más fresco y más verde, aunque los indígenas oponen mayor resistencia. 
Luego de atravesar por las actuales localidades de La Serena, Ovalle y Combarbalá, llega al valle del Aconcagua, que estaba bajo el dominio del belicoso cacique Michimalonco. Valdivia evita un enfrentamiento y continuó hacia el sur, cruzó el cordón de Chacabuco, y arribó al valle del Mapocho. Este valle presentaba condiciones favorables para establecer una ciudad, y el 12 de febrero de 1541 fundó Santiago del Nuevo Extremo. Pocos meses después Valdivia nombró a los integrantes del Cabildo, el que a su vez lo nombraría Gobernador de Chile.

## Lista de expedicionarios
1. Francisco de Aguirre,
2. Juan Almonacid,
3. Pedro Alonso,
4. Juan Álvarez,
5. Rodrigo de Araya,
6. Francisco de Arteaga,
7. Juan de Ávalos Jofré,
8. Lope de Ayala,
9. Santiago de Azoca,
10. Juan Benítez Monge,
11. Juan Bohón,
12. Juan de Bolaños,
13. Juan de Cabrera,
14. Alonso del Campo,
15. Juan Martín de Candia,
16. Juan de Carmona,
17. Alonso Caro,
18. Luis de Cartagena,
19. Francisco Carretero,
20. Antonio Carrillo,
21. Gaspar de las Casas,
22. Martin de Castro,
23. Diego de Céspedes,
24. Pedro de Cisternas,
25. Alonso de Córdoba,
26. Juan Crespo,
27. Gabriel de la Cruz,
28. Juan de Cuevas Bustillos y Terán,
29. Juan de Cháves,
30. Alonso de Chinchilla,
31. Diego Delgado,
32. Antonio Díaz de Rivera,
33. Bartolomé Díaz,
34. García Díaz de Castro,
35. Mateo Diez,
36. Pedro Domínguez,
37. Pero Esteban del Manzano,
38. Juan Fernández de Alderete,
39. Bartolomé Flores,
40. Juan de Funes,
41. Juan Galaz,
42. Francisco Galdames,
43. Juan Gallegos de Rubias,
44. Pedro de Gamboa,
45. Ruy García,
46. Diego García de Cáceres,
47. Gerardo Gil,
48. Juan Godíñez,
49. Juan Gómez de Almagro,
50. Pedro Gómez de las Montañas,
51. Juan Gómez de Yébenes,
52. Juan González,
53. Pedro González de Utrera,
54. Rodrigo González Marmolejo,
55. Juan Gutiérrez,
56. García Hernández,
57. Francisco Hernández Gallego,
58. Juan de Herrera,
59. Pedro de Herrera,
60. Antón Hidalgo,
61. Juan de la Higuera,
62. Martin de Ibarrola,
63. Pascual Jenovés,
64. Juan Jiménez,
65. Ortún Jiménez de Vertendona,
66. Juan Jufré,
67. Lope de Landa,
68. Francisco de León,
69. Pedro de León,
70. Juan Lobo, clérigo
71. Bartolomé Márquez,
72. Bernal Martínez,
73. Pero Martin Parras,
74. Pedro de Miranda,
75. Alonso de Monroy,
76. Alonso Moreno,
77. Salvador de Montoya,
78. Bartolomé Muñoz,
79. Juan Navarro,
80. Juan Negrete,
81. Alvar Núñez,
82. Diego Núñez,
83. Francisco Núñez,
84. Lorenzo Núñez,
85. Juan Núñez de Castro,
86. Olea,
87. Juan de Oliva,
88. Domingo de Oribe,
89. Diego de Oro,
90. Juan Ortiz Pacheco,
91. Martín de Ortuño,
92. Juan Pacheco,
93. Antonio de Pastrana,
94. Luis de la Peña,
95. Alonso Pérez,
96. Diego Pérez,
97. Santiago Pérez,
98. Juan Pinel,
99. Francisco Ponce de León,
100. Rodrigo de Quiroga,
101. Francisco de Rabdona,
102. Juan Rasquido,
103. Francisco de Riberos,
104. Gonzalo de los Ríos,
105. Francisco Rodríguez,
106. Juan Romero,
107. Juan Ruiz,
108. Gabriel de Salazar,
109. Alonso de Salguero,
110. Alonso Sánchez,
111. Rodrigo Sánchez,
112. Diego Sánchez de Morales,
113. Pero Sancho de la Hoz,
114. Martín de Solier,
115. Inés Suárez,
116. Antonio Tarabajano,
117. Luis Ternero,
118. Luis de Toledo,
119. Hernando de la Torre,
120. Antonio de Ulloa,
121. Francisco de Vadillo,
122. Pedro de Valdivia,
123. Juan Valiente,
124. Hernando de Vallejo,
125. Varas,
126. Sebastián Vázquez,
127. Marcos Veas,
128. Diego de Velasco,
129. Jerónimo de Vera,
130. Juan de Vera,
131. Gaspar de Vergara,
132. Francisco de Villagra,
133. Pedro de Villagra,
134. Gaspar de Villarroel,
135. Antonio Zapata,
136. Juan Zurbino.

77 de ellos dejaron descendencia conocida, siendo éstos genearcas y fundadores de las sociedades chilenas y cuyanas.